# Dworzysko (Malerzowice Wielkie)
Dworzysko – przysiółek wsi Malerzowice Wielkie w Polsce, położony w województwie opolskim, w powiecie nyskim, w gminie Łambinowice.
W latach 1975–1998 przysiółek administracyjnie należał do ówczesnego województwa opolskiego.